# Dassault Mirage 2000
Дасо Мираж 2000 (Dassault Mirage 2000) е френски многоцелеви изтребител разработен през 1970 година от фирмата Дасо Авиасион. Основен боен самолет на Френските ВВС.
От самолета са произведени над 600 бройки и към 2009 г. е на въоръжение в 9 страни. 

## Въоръжение

### Модификации
- Mirage 2000C – едноместен изтребител (C – chasseur – изтребител, буквално ловец) в два подварианта – първата серия от 37 машини е доставена с радари Thomson-CSF RDM, но това е временно решение поради слабите му характеристики и впоследствие новопроизведените изтребители са снабдени с радар Thomson-CSF RDI, а представителите на първата партида получават новия радар поетапно при преминаването си през КВР. Общо са произведени 124 машини. 37 от тях са модернизирани до стандарт Mirage 2000-5F. 10 са продадени втора ръка на Бразилия. Към 1 юли 2016 г. на въоръжение във френските ВВС остават 35 бройки. В процес на замяна с Rafale C. Бразилските машини са снети от въоръжение в края на 2013 г.
- Mirage 2000B – двуместен изтребител, учебно бойната версия на Mirage 2000C (B – biplace – двуместен) – произведени са 30 машини. Част от тях са оборудвани със „суха“ щанга за дозареждане във въздуха, която се зацепва към конуса за дозареждане на самолет-танкер, но през която самолетът не може да получава гориво и е инсталирана за обучение на пилотите. 14 машини са произведени с радар Thomson-CSF RDM, 16 с радар Thomson-CSF RDI. 2 са продадени втора ръка на Бразилия. Към 1 юли 2016 г. на въоръжение във френските ВВС остават 6 бройки. В процес на замяна с Rafale B. Бразилските машини са снети от въоръжение в края на 2013 г.
- Mirage 2000N – двуместен атомен изтребител-бомбардировач (N – nucléaire – атомен), версия на Mirage 2000D, оптимизирана за нанасяне на удари с ракети ASMP с ядрена бойна глава. Също както Mirage 2000D е снабден с радар Antilope V. Произведени са 75 машини за замяна на атомните бомбардировачи Mirage IVP. Към 1 юли 2016 г. на въоръжение във френските ВВС остават 23 бройки. В процес на замяна с Rafale B.
- Mirage 2000D – двуместен ударен изтребител-бомбардировач (D – double commande – двойно управление), конвенционалната версия на Mirage 2000N. Произведени са 86 машини за замяна на разузнавателни Mirage III и ударни Mirage 5F. Основното различие на версиите D/N от версиите C/B е радарът Antilope V, оптимизиран за работа по наземни цели. Към 1 юли 2016 г. на въоръжение във френските ВВС остават 67 бройки. Взето е решение за модернизацията им, за да останат на въоръжение в рамките на следващото десетилетие.
- Mirage 2000 – 5 – едноместен многоцелеви изтребител (означението 5 всъщност идва да покаже, че това е петият вариант на самолета след версиите C/B/D/N) – основното нововъведение е радарът Thomson-CSF RDY, но тъй като разработката му не е завършена за производството на новите машини, те са снабдени с радар Thomson-CSF RDI, преминал значителна модернизация и е заменен с Thomson-CSF RDY впоследствие. С цел икономии за френските ВВС не са произведени самолети Mirage 2000 – 5, а до стандарта са модернизирани вече приети на въоръжение самолети Mirage 2000C, получили означението Mirage 2000-5F (F – française – френски). Модернизирани са 37 бройки за въоръжаване на две ескадрили (escadrons) в 102-ра Авиобаза Дижон – Льонвик (Base aérienne 102 Dijon-Longvic).
- Mirage 2000 – 5 Mk. 2 – едноместен многоцелеви изтребител (модернизирана версия на Mirage 2000 – 5, от където идва и означението Мк.2 – Mark 2 – втора модификация), произведени са 15 бройки за Гърция, а още 10 от гръцките Mirage 2000EG са модернизирани до стандарта.
- Mirage 2000BR (Бразилия) – работно означение за 10 изтребителя Mirage 2000C и два учебно-бойни Mirage 2000B, доставени втора ръка от машините на френските ВВС за замяна на старите бразилски изтребители Mirage IIIBR. Снето от въоръжение в края на 2013 г.
- Mirage 2000E – събирателно означение на експортните варианти (Е – exportif) на първото поколение Mirage 2000:
  - Mirage 2000EM/BM – експортен вариант за Египет (M – Mаср – арабското наименование на Египет) във версии едноместен изтребител (16 Mirage 2000EM – exportif Masr) и двуместен учебно-боен (4 Mirage 2000BM – biplace Masr)
  - Mirage 2000H/TH – експортен вариант за Индия (H – Hindustan) във версии едноместен изтребител (42 Mirage 2000H) и двуместен учебно-боен (7 Mirage 2000TH – trainer Hindustan). Впоследствие е подписан договор за доставка на още 5 едноместни и 5 двуместни машини в модернизиран вариант и модернизацията на вече доставените машини до него.
  - Mirage 2000P/DP – експортен вариант за Перу (P – Peru) във версии едноместен изтребител (10 Mirage 2000P) и двуместен учебно-боен (2 Mirage 2000DP – double commande Peru)
  - Mirage 2000EG/BG – експортен вариант за Гърция (G – Grèce) във версии едноместен изтребител (36 Mirage 2000EG – exportif Grèce) и двуместен учебно-боен (4 Mirage 2000BG – biplace Grèce)
- Mirage 2000-5Ei – експортен вариант на Mirage 2000 – 5 за Тайван във версии едноместен изтребител (48 Mirage 2000-5Ei – exportif internationale) и двуместен учебно-боен (12 Mirage 2000-5Di – double commande internationale). Първоначално Тайван иска да загупи американски изтребители, но Конгресът на САЩ не разрешава експорта, поради политически натиск от Китайската народна република (считаща Тайван за бунтовна сепаратистка своя провинция). Франция запълва пазарната ниша, но поради сложния международен статус на Тайван е въведено неопределеното означение i – Internationale.
- Mirage 2000-5EDA – експортен вариант на Mirage 2000 – 5 за Катар във версии едноместен изтребител (9 Mirage 2000-5EDA) и двуместен учебно-боен (3 Mirage 2000-5DDA).
- Mirage 2000 EAD – експортен вариант на Mirage 2000 – 5 за Обединените арабски емирства (EAD – exportif Abou Dhabi) във версии едноместен изтребител (22 Mirage 2000 EAD – exportif Abou Dhabi), едноместен специализиран разузнавателен (8 Mirage 2000 RAD – reconnaissance Abou Dhabi) и двуместен учебно-боен (6 Mirage 2000 DDA – double commande Abou Dhabi).
- Mirage 2000 – 9 – модернизиран експортен вариант на Mirage 2000 – 5 за Обединените арабски емирства във версии едноместен изтребител (20 Mirage 2000 – 9) и учебно-боен (12 Mirage 2000-9D – double commande). Освен тях самолетите от първата партида за Обединените арабски емирства (Mirage 2000 – 5) са модернизирани до стандарта 2000 – 9 (според едни данни 30 машини, според други – всичките 33 оцелели, 3 са загубени в произшествия).
- Mirage 4000 – представлява дълбока модернизация на Mirage 2000 във версия на тежък ударен многоцелеви изтребител с максимална излетна маса от 32 000 кг като пряка конкуренция на американските самолети F-15E и съветските/ руските Су-27. Самолетът се отличава със серия от дълбоки доработки като аеродинамични подобрения на конструкцията (включващи предно хоризонтално оперение (ПХО) за разлика от малките аеродинамични нарастъци на Mirage 2000), два двигателя Snecma M53-P2 вместо единия двигател от този тип н апо-късните версии на Mirage 2000, значително увеличен вътрешен горивен запас, значително увеличена номенклатура от въоръжение, подобрен радар Thomson-CSF RDM, подобрена инерционно-навигационна система, контейнерен радар за следване на терена за пробив на противниковата ПВО на пределно малки височини. Самолетът е разработен по собствена инициатива на фирмите Dassault Aviation и Breguet с идеята за експорт, но след като Саудитска Арабия поръчва самолети Panavia Tornado IDS/ ADV, а Дасо и Бреге не успяват да спечелят подкрепата на френското правителство за разработката на самолета за собствени нужди, програмата е прекратена. Въпреки това концепцията на Mirage 4000 в умален вариант става основата за разработката на перспективния френски многоцелеви изтребител Dassault Rafale и прототипът на Mirage 4000 участва спорадично с изпитателни полети по линия на развойната програма на Рафал, като последния му полет е на международния авиосалон в Льо Бурже през 1992 г.

## На въоръжение
- Франция – 315
- Индия – 69
- Обединени арабски емирства
- Тайван – 60
- Гърция – 60
- Египет – 20
- Катар – 12
- Перу – 12
- Бразилия – 12

## Други самолети от серията
Mirage 3-Mirage 5-Mirage F1